# Ковалёв, Юрий Юрьевич
Ю́рий Ю́рьевич Ковалёв (род. 6 ноября 1973, Москва, СССР) — российский учёный-астрофизик, доктор физико-математических наук, профессор РАН (2016), член-корреспондент РАН (2016). 

## Биография
Ю. Ю. Ковалёв родился в 1973 году в Москве. Обучался в школе № 8 (современный номер 1271) с углублённым изучением немецкого языка на Таганке.
В 1997 году с отличием окончил астрономическое отделение физического факультета МГУ, защитил под руководством Dr. D. C. Gabuzda дипломную работу «Исследование многочастотной РСДБ структуры объекта BL Lacertae 0716+714» и поступил в аспирантуру Физического института им. П. Н. Лебедева РАН (ФИАН).
В 2000 году под руководством академика Н. С. Кардашёва защитил кандидатскую диссертацию «Исследование микроструктуры и радиоспектров активных ядер галактик».
В 2003—2006 гг. — постдок в Национальной радиоастрономической обсерватории (англ. National Radio Astronomy Observatory), Грин Бэнк, США, в рамках стипендии имени Карла Янского.
В 2006—2009 гг. — постдок в Институте радиоастрономии общества Макса Планка (нем. Max-Planck-Institut für Radioastronomie), Бонн, Германия, как стипендиат фонда Александра фон Гумбольдта (нем. Alexander von Humboldt-Stiftung).
В 2011 году защитил диссертацию на соискание учёной степени доктора физико-математических наук в ФИАНе по теме «Релятивистские струи в активных ядрах галактик».
В 2012—2022 гг. — заведующий лабораторией внегалактической радиоастрономии Астрокосмического центра ФИАН.
В 2016 году был избран профессором Российской академии наук (РАН) и в том же году — членом-корреспондентом РАН по Отделению физических наук, специализация «астрономия».
В 2017—2022 гг.  — заведующий лабораторией (программа 5-100) фундаментальных и прикладных исследований релятивистских объектов Вселенной в Московском физико-техническом институте (МФТИ).
С 2022 года  — научный сотрудник Института радиоастрономии общества Макса Планка (г. Бонн, Германия).

## Общественная позиция
В феврале 2022 года подписал открытое письмо российских учёных и научных журналистов с осуждением вторжения России на Украину и призывом вывести российские войска с украинской территории.

## Научная деятельность и достижения
Ю. Ю. Ковалёв — специалист в области астрофизики активных галактик, межзвёздной среды и радиоастрономии. За время научной деятельности очно или удалённо провёл наблюдения на большинстве крупнейших радиотелескопов и радиоинтерферометров мира, а также использовал космические телескопы «Спектр-Р» проекта «Радиоастрон» (Россия), HALCA (Япония), Fermi, Swift (США), и др.
Результаты работ Ю. Ю. Ковалёва имеют фундаментальное значение для понимания природы электромагнитного излучения релятивистских струй, их формирования, коллимации и ускорения, а также рассеяния радиоволн. Возможная сфера применения результатов — современные и будущие астрометрические и геодезические программы, в том числе построение высокоточных инерциальных систем отсчёта, задачи позиционирования и навигации. Основная деятельность с 2012 года: руководитель научной программы наземно-космического интерферометра «Радиоастрон».
Под его руководством или при непосредственном участии получены следующие важнейшие научные результаты:
- открыта экстремальная яркость ядер активных галактик квазаров, что критически важно для понимания природы их излучения;
- открыт новый эффект распространения радиоволн в межзвёздной плазме (так называемой суб-структуры рассеяния), который дает возможность оценить параметры турбулентных облаков межзвёздной среды и предоставляет новый метод восстановления изображений объектов, размытых рассеянием;
- обнаружен сдвиг между положениями квазаров в радио- и оптическом диапазонах электромагнитного спектра величиной в несколько миллисекунд дуги, что является первым массовым обнаружением ярких протяжённых оптических джетов в квазарах на масштабах парсек;
- при совместном использовании наземных и космических телескопов обнаружена и объяснена тесная связь между синхротронным излучением и комптоновским рассеянием в компактных джетах квазаров в радио- и γ-диапазонах электромагнитного спектра. Локализованы области γ-излучения квазаров в начале их струй;
- обнаружено более 1000 новых ультра-компактных ядер активных галактик, что составило основу современной наиболее точной инерциальной системы отсчета ICRF, используемой для геодезии и навигации;
- проведены массовые измерения эффекта сдвига ядер квазаров с длиной волны наблюдений, который происходит из-за синхротронного самопоглощения. Результаты этих измерений находят применение как для прикладных задач координатного обеспечения, так и для исследования геометрии и физики релятивистских джетов.

## Научные публикации
Согласно данным Web of Science на 2023 год, Ю. Ю. Ковалёв является автором свыше 240 публикаций, суммарно процитированных более 10000 раз, индекс Хирша — 56.
Некоторые научные статьи:
- Kovalev, Y. Y., Nizhelsky, N. A., Kovalev, Yu. A., Berlin, A. B., Zhekanis, G. V., Mingaliev, M. G., and Bogdantsov, A. V. // «Survey of instantaneous 1-22 GHz spectra of 550 compact extragalactic objects with declinations from −30deg to +43deg» // 1999, Astronomy & Astrophysics Supplement Series, 139, 545; — аннотация
- Kovalev, Y. Y., Kellermann, K. I., Lister, M. L., Homan, D. C., Vermeulen, R. C., Cohen, M. H., Ros, E., Kadler, M., Lobanov, A. P., Zensus, J. A., Kardashev, N. S., Gurvits, L. I., Aller, M. F., and Aller, H. D. // «Sub-milliarcsecond Imaging of Quasars and Active Galactic Nuclei IV. Fine Scale Structure» // 2005, Astronomical Journal, 130, 2473—2505; — аннотация
- Kovalev, Y. Y., Lister, M. L., Homan, D. C., Kellermann, K. I. // «The Inner Jet of the Radio Galaxy M87» // 2007, Astrophysical Journal, 668, L27; — аннотация
- Kovalev, Y. Y., Petrov, L., Fomalont, E. B., Gordon, D. // «The Fifth VLBA CalibratorSurvey: VCS5» // 2007, Astronomical Journal, 133, 1236; — аннотация
- Kovalev, Y. Y., Lobanov, A. P., Pushkarev, A. B., Zensus, J. A. // «Opacity in compact extragalactic radio sources and its effect on astrophysical and astrometric studies» // 2008, Astron. & Astrophys., 483, 759; — аннотация
- Kovalev, Y. Y., Aller, H. D., Aller, M. F., Homan, D. C., Kadler, M., Kellermann, K. I., Kovalev, Yu. A., Lister, M. L., McCormick, M. J., Pushkarev, A. B., Ros, E., Zensus, J. A. // «The relation between AGN gamma-ray emission and parsec-scale radio jets» // 2009, Astrophysical Journal, 696, L17; — аннотация
- Kovalev, Y. Y. // «Identification of the Early Fermi LAT Gamma-Ray Bright Objects with Extragalactic VLBI sources» // 2009, Astrophysical Journal, 707, L56; — аннотация
- Kovalev, Y. Y., Kardashev, N. S., Kellermann, K. I., Lobanov, A. P., Johnson, M. D., Gurvits, L. I., Voitsik, P. A., Zensus, J. A., Anderson, J. M., Bach, U., Jauncey, D. L., Ghigo, F., Ghosh, T., Kraus, A., Kovalev, Yu. A., Lisakov, M. M., Petrov, L. Yu., Romney, J. D., Salter, C., and Sokolovsky, K. V. // «RadioAstron observations of the quasar 3C273: a challenge to the brightness temperature limit» // 2016, Astrophysical Journal, 820, L9; — аннотация
- Kovalev, Y. Y., Petrov, L., Plavin, A. V. // «VLBI-Gaia offsets favor parsec-scale jet direction in active galactic nuclei» // 2017, Astronomy & Astrophysics, 598, L1; — аннотация

## Педагогическая, просветительская и научно-организационная деятельность
Ю. Ю. Ковалёв подготовил одного обладателя степени PhD (Германия) и двух кандидатов наук (РФ). Основал научно-учебный семинар по наблюдательной астрофизике и руководит им, регулярно читает научно-популярные лекции, участвует в научно-популярных программах на радио и телевидении.
Ю. Ю. Ковалёв — сопредседатель международного научно-координационного совета «Радиоастрон», председатель Совета по науке Минобрнауки, член Национального комитета по тематике российских телескопов, учёного совета Московского планетария, оргкомитета РосЛабы.

## Награды и научное признание
- Премия РАН по астрономии им. Ф. А. Бредихина (2010)[18]
- Премия фонда «Династия» молодым докторам наук (2012)[19]
- Медаль ордена «За заслуги перед Отечеством» II ст. (2015)[20]
- Почётное учёное звание «Профессор РАН» (2016)[1]
- Премия им. Вильгельма Бесселя фонда Александра фон Гумбольдта (2017)[21]